# Гайтаги

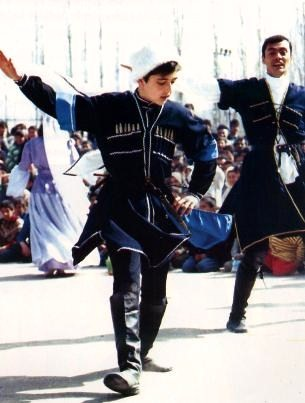
Танець гайтаги

Гайтаги (азерб. qaytaqi) — народний танець азербайджанців.

## Виконання
Являє собою парний танець, виконуваний чоловіком і жінкою в швидкому темпі. Рух відбувається по колу.

## Опис танцю
Чоловік, зображуючи орла, падає на коліна, схоплюється, танцюючи з короткими кроками і сильними, різкими рухами рук і тіла. Коли танець виконується в парах, пари не стикаються; жінка танцює спокійно.

## См. також
- Лезгінка
- Азербайджанські народні танці